# Àngels Martínez Castells
Àngels Martínez Castells, née le 9 mai 1948 à Mollet del Vallés (province de Barcelone) et morte le 1er septembre 2024, est une femme politique espagnole et une activiste indépendantiste catalane. 
Professeure d'université, elle préside l'organisation Debout pour la santé publique (en catalan : Dempeus per la Salut Pública, en espagnol : De pie por la Salud Pública) créée à Barcelone en 2009. Entre octobre 2015 et octobre 2017, elle est députée au Parlement de Catalogne.

## Biographie
À la suite d'études de commerce, philosophie et lettres, et droit, Àngels Martínez Castells devient doctorante en sciences économiques à l'Université de Barcelone. Sa thèse Fabián Estapé est une recherche sur les gouvernements provisoires au Portugal après la révolution des Œillets. De 1976 au 2008, elle est professeure de politique économique à l'Université de Barcelone.
Elle effectue des recherches sur les genres, l'économie, la santé publique, l'immigration et la citoyenneté, et publie des travaux sur les conséquences du néolibéralisme, le principe de subsidiarité et sur la femme en démocratie. Elle réalise aussi des travaux sur l'histoire de la pensée économique. Elle traduit en catalan et en castillan une trentaine de livres de politique et d'économie.
Elle fut vice-présidente de la Fondation Pere Ardiaca en 2000 et a dirigé la revue théorique Realitat éditée par la fondation,.

### Carrière politique
Àngels Martínez Castells commence à militer pour le Parti socialiste unifié de Catalogne (PSUC) en 1968. En 1982, elle participe à la création du Parti communiste de Catalogne. En 1971, elle participe à la fondation de l'Assemblée de la Catalogne et à la fondation de la section d'éducation des Commissions ouvrières (CCOO) catalanes. En 1998, elle est membre fondateur du parti Gauche unie et alternative (espagnol : Esquerra Unida i Alternativa, en espagnol : Izquierda Unida y Alternativa, en catalan : Esquerra Unida i Alternativa ou EUiA).
En 1999, elle est la première femme de l'EUiA à se présenter aux élections du Parlement européen, représentant le PCC, puis est seconde de liste de l'Initiative pour la Catalogne Verts - Gauche unie et alternative initiée par Raül Romeva mais n'est finalement pas sélectionnée.
De 2005 à 2012, elle fait partie du Conseil national de l'EUiA. En 2009, elle co-fonde l'organisation Debout pour la santé publique (catalan : Dempeus per la Salut Publique[réf. nécessaire], en espagnol : De pie por la Salud Pública, en catalan : Dempeus per la Salut Pública), organisation qu'elle préside. En 2011, elle est co-auteur du livre Reacciona (français : il Réagit ou plutôt Réagis, à l'impératif) sous la direction de Rose María Artal (en espagnol : Rosa María Artal (es)), un livre manifeste lié au mouvement des Indignés, et qui fut suivi en 2012 par le livre Actúa (français : Agit, ou plutôt Agis, à l'impératif) et en 2015 dpar Reacciona 2.
En 2013, elle est nommée membre du Conseil scientifique d'ATTAC. Durant les élections municipales de mai 2015, elle est numéro 32 sur la liste Barcelone en commun dirigée par Ada Colau.
En juillet 2015, elle se présente aux primaires sous la bannière Podemos en faisant partie de la liste Équipe Albano - Le changement en Catalogne et est choisie comme numéro deux de liste dans les élections de la communauté autonome de Catalogne du 27 septembre. Après le pacte entre les partis Initiative pour la Catalogne Verts, Podemos, Gauche unie et alternative et Verdes Equo, elle devient numéro 4 de la liste, affiliée à Catalogne oui c'est possible dirigée par Lluís Rabell et est élue députée.

#### Polémique des drapeaux
Le 7 septembre 2017, lors d'une séance du Parlement de la Catalogne où était discutée l'approbation de la Loi de transition juridique et constitutive de la République, les députés de Ciudadanos et du Parti Populaire ont abandonné leurs sièges en protestation à cette discussion qui, selon eux, constituait une violation de la Constitution espagnole et le Statut d'autonomie, laissant sur leurs sièges des drapeaux de l'Espagne et de la Catalogne. Martínez Castells s'est alors levée de son siège et a retiré les drapeaux espagnols pour ne laisser que les drapeaux catalans. Ce geste controversé, qui a été condamné par la présidente de la chambre Carme Forcadell, a été largement relayé dans la presse,. Son parti Podemos a exigé qu'elle formule des excuses, ce qu'elle a refusé de faire,. Elle aurait affirmé hors micro que les drapeaux qu'elle a retirés « étaient un symbole qui ne correspondait pas à ce que se votait ce jour-là au Parlement [et que] ce n'est pas un drapeau qui nous unit, il ne reconnaît pas la pluri-nationalité et a été imposé par la force des armes ». Elle a ajouté que le drapeau tricolore espagnol est « la raison contre lequel mon père a lutté lorsqu'il avait 18 ans et contre lequel la moitié de ma famille est morte ». Le 28 octobre 2017, après la mise en application par le Gouvernement espagnole[Qui ?] de l'article 155 de la Constitution, Martínez Castells a refusé de reconnaître la légitimité d'une telle mesure, considérant comme légitime le président désisté de la Généralité Carles Puigdemont,

## Publications
- 1991 : introduction et édition de la Richesse des Nations (en catalan : La Riqueza de las Naciones), d'Adam Smith, en version catalane, dans la collection Clàssics del Pensament Modern Diputació de Barcelona i Ed. 62 (1991).  (ISBN 84-297-3217-9) (vol I) et pour la même collection, édition de Capitalisme, Socialisme i Democràcia, de J. A. Schumpeter, amb[Quoi ?] Fabian Estapé.
- 1996 : De l’exercici de la sobirania nationale[Quoi ?] au principi de subsidiarietat , dans La qüestió nationale: un debat obert, Fondation Pere Ardiaca
- 1997 : Les escisiones du neoliberalismo, Éditions del Serbal
- 1999 : Liberalització, socialització dans Manger, boire, brûler, CEiRV, Centrez d’Estudis i Ressources Veïnals, CONFAV et Fondation Jaume Bofill, Barcelone.
- 1999 : Authentification de besoins i genre, en des Femmes et économie (espagnol : Autentificación de necesidades i género, en Mujeres y economía, ou plutôt Autentificación de necesidades y género, en Mujeres y economía), Icaria, Barcelone
- 2002 : Temps, travaux et flexibilité: une question de genres (espagnol : Tiempos, trabajos i flexibilidad: una cuestión de género, , ou plutôt Tiempos, trabajos y flexibilidad: una cuestión de género) avec Cristina Carrasco, Anna Alabart et autrui. Institut de la Femme, ministère de Travail et Sujets Sociaux
- 2004 : De la politique, de la cuisine, de la révolution et de la tendresse (catalan : De política, cuina, revolució i tendresa), dans le livre hommage à Margarita Avril D'un rouge brûlant (catalan : D’un roig encés), DeBarris, Barcelone.
- 2005 : Connaissances et perspectives d'émancipation (catalan : Coneixement i perspectives d’emancipació), Fundació pere Ardiaca i Generalitat de la Catalogne
- 2005 : Citoyenneté et participation politique (catalan : Ciutadania i participació política) avec Raül Digón et Lluis Juberias
- 2006 : Environnement Sur l'immigration, l'économie et le Statut (catalan : Entorn À l’immigració, l’economia i l’Estatut), chapitre du livre Inmigració i Ciutadania. Fundació Pere Ardiaca
- 2006 : Étude de genre sur la fermeture d'entreprises en Catalogne (catalan : Estudi de gènere sobre els tancaments d'empreses a Catalunya). Édité par CCOO-Institut de les Dones Generalitat de Catalunya[19]
- 2009 : La démocratie peut-elle survivre au capitalisme financier? (espagnol : ¿Puede sobrevivir la democracia al capitalismo financiero?). El Viejo Topo[20].
- 2010 : La crise en féminin pluriel (espagnol : La crisis en femenino plural) avec Annalí Casanueva Artís. Revue d'Économie Critique nº 9[21]
- 2011 : Il réagit (espagnol : Reacciona), chapitre Les escroqueries quotidiennes que régissent nos vies. Privatisations, corruption, invisibilité des soins et économie plongée, avec José Luis Sampedro, Baltasar Garzón, Federico Mayor Zaragoza, Javier Pérez de Albéniz, Javier López Facal, Carlos Martínez Alonso, Ignacio Escolar, Rosa María Artal, Juan Torres López y Lourdes Lucía. Ed. Aguilar
- 2011 : Yes, We Camp, Traîtés pour une (R)évolution (espagnol : Yes, We Camp, Trazos para una (R)evolución, ou plutôt Yes, We Camp, Traits pour une (R)évolution). Ed. Dibbuks
- 2012 : Utopies (espagnol : Utopías). Ed. Du Páramo
- 2012 : Il agit (espagnol : Actúa, ou plutôt Agis, à l'impératif), chapitre “ La santé comme marchandise, la santé comme butin ”. Ed. Debate
- 2013 : Perspectives. Ed. Espai Fàbrica
- 2013 : Artur Mas: où est mon argent ? (espagnol : Artur Mas: ¿donde está mi dinero, ou plutôt Artur Mas: ¿dónde está mi dinero?), prologue du livre écrit par Albano Dante Fachin et Marta Sibina. Revue Cafè amb llet.
- 2014 : Le prix de la santé (catalan : Le preu de la salut). Ed. Espai Fàbrica
- 2015 : Il réagit Deux (espagnol : Reacciona 2, , ou plutôt  en français : Réagis 2). Ed. Aguilar
- 2018 : Informe urgent des dels escons 4 i 5. Éditions Pol-len.
- 2019 : Murailles en clair obscur (espagnol : Murallas en claro oscuro) dans Rosa María Artal (ed.) Derribar Les murs'[Selon qui ?]'. Rocaeditorial.